# Mermessus annamae
Mermessus annamae là một loài nhện trong họ Linyphiidae.
Loài này thuộc chi Mermessus. Mermessus annamae được Willis J. Gertsch & Michael Davis miêu tả năm 1937.